# Марія Анна Саксонська (1799—1832)
Марія Анна Саксонська (нім. Maria Anna von Sachsen, повне ім'я Марія Анна Кароліна Жозефа Вінцентія Ксаверія Непомуцена Франциска де Паула Франциска де Шанталь Йоганна Антонія Єлизавета Кунігунда Гертруда Леопольдіна Саксонська, нім. Marie Anna Carolina Josepha Vincentia Xaveria Nepomucena Franziska de Paula Franziska de Chantal Johanna Antonia Elisabeth Cunigunde Gertrud Leopoldina, Prinzessin von Sachsen; 15 листопада 1799 — 24 березня 1832) — саксонська принцеса з династії Веттінів, донька принца Саксонії Максиміліана та пармської принцеси Кароліни, дружина великого герцога Тоскани Леопольда II, бабка останнього короля Баварії Людвіга III.

## Біографія
Марія Анна народилася 15 листопада 1799 року у Дрездені п'ятою дитиною та третьою донькою в родині принца Максиміліана Саксонського та його першої дружини Кароліни Пармської. У сім'ї вже зростали сини Фрідріх Август та Клемент і доньки Амалія та Марія Фердинанда. Згодом народилися молодші діти: Йоганн та Марія Жозефа.
Матір померла, коли Марії Анні було чотири роки. Новий шлюб батько уклав лише коли діти подорослішали.
У віці 18 років Марія Анна взяла шлюб із 20-річним спадкоємцем великого герцогства Тосканського Леопольдом, який був закоханим у неї. Сімейний переказ Габсбургів свідчить, що принцеса була вельми нервовою дівчиною, яка так лякалася думки про зустріч із незнайомим нареченим, що згодилася покинути Дрезден тільки у супроводі своєї сестри Марії Фердинанди. Весілля відбулося 16 листопада 1817 року у Флоренції. У шлюбі народила трьох доньок.
Шлюб був дуже щасливим, принцеса була також добре прийнята народом. Труднощі створював лише тиск необхідності народити спадкоємця чоловічої статі, який призводив Марію Анну до депресії. Разом із слабким здоров'ям це спричинило  розвиток у неї туберкульозу.
У 1824 році Леопольд успадкував від батька престол великого герцогства і став володарем Тоскани. Резиденціями родини слугували палаццо Веккіо та Пітті.
Марія Анна полюбляла античну поезію та твори мистецтва, особливо давній живопис. Проявляла інтерес до гностичних писань. Стала відомою тим, що придбала за велику суму оригінали Liber Interitus Горація. Разом із чоловіком заснувала та покровительствувала Державному інституту Святої Аннунціати — першому жіночому школі-інтернату для шляхетних дівчат у Флоренції.
Взимку 1832, заради м'якішого клімату, який більше підходив герцогині, двір переїхав до Пізи. У березні здоров'я Марії Анни ще більше погіршало й стало зрозуміло, що надії немає. Будучи побожною жінкою, правителька чекала на смерть дуже спокійно, хоча й висловлювала жаль з приводу того, що має залишити чоловіка та маленьких доньок. В останні дні вона постійно спілкувалася із єпископом Ліворно Анжело Марією Жилардоні. Ввечері 23 березня лікарі оприлюднили при дворі звістку, що зробити більше нічого не можливо. Наступного дня великої герцогині не стало.
Леопольд II був дуже засмучений смертю дружини і наказав забальзамувати її тіло. Поховали велику герцогиню у крипті базиліки Сан-Лоренцо у Флоренції у пишному саркофазі з червоного порфіру, увінчаному короною.
За рік Леопольд одружився із кузиною першої дружини Марією Антонією Сицилійською, яка народила від нього десятеро дітей.

## Родина

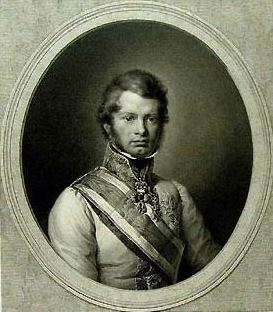
Леопольд II

Чоловік — Леопольд II, великий герцог Тосканський
Діти:
- Кароліна Августа (1822—1841) — прожила 18 років, одружена не була, дітей не мала;
- Августа Фердинанда (1825—1864) — дружина принца-регента Баварії Луїтпольда, мала трьох синів та доньку;
- Марія Максимільєна (1827—1834) — прожила 7 років.

## Нагороди
Орден королеви Марії Луїзи № 133 (від 3 квітня 1804), (Іспанія).